# Geiranger
Geiranger je malo turističko selo u regiji Sunnmøre Møre og Romsdal županiji na zapadnom dijelu Norveške, u općini Stranda na čelu Geirangerfjorda, koji je ogranak velikog Storfjordena. Najbliži grad je Ålesund. Geiranger je atrakcija za neke od najspektakularnijih pejzaža na svijetu, te je proglašen najboljim turističkim odredištem u Skandinaviji po časopisu Lonely Planet. Od 2005. godine područje Geirangerfjorda uvršteno je na UNESCO-ov popis svjetske baštine. "Slap Sedam sestara" nalazi se zapadno od Geirangera, izravno preko drugog vodopada koji se zove "The Suitor". D63 prolazi kroz selo. Crkva Geiranger je glavna crkva u selu i okolici. 

## U popularnoj kulturi
- U kolovoz 2015. je objavljen norveški film katrastrofe "The Wave (Bølgen)". Baziran na pretpostavki od pada stijena s planine Åkerneset koji je, u filmu, preplavio naselje Geiranger.[3]